# Advent

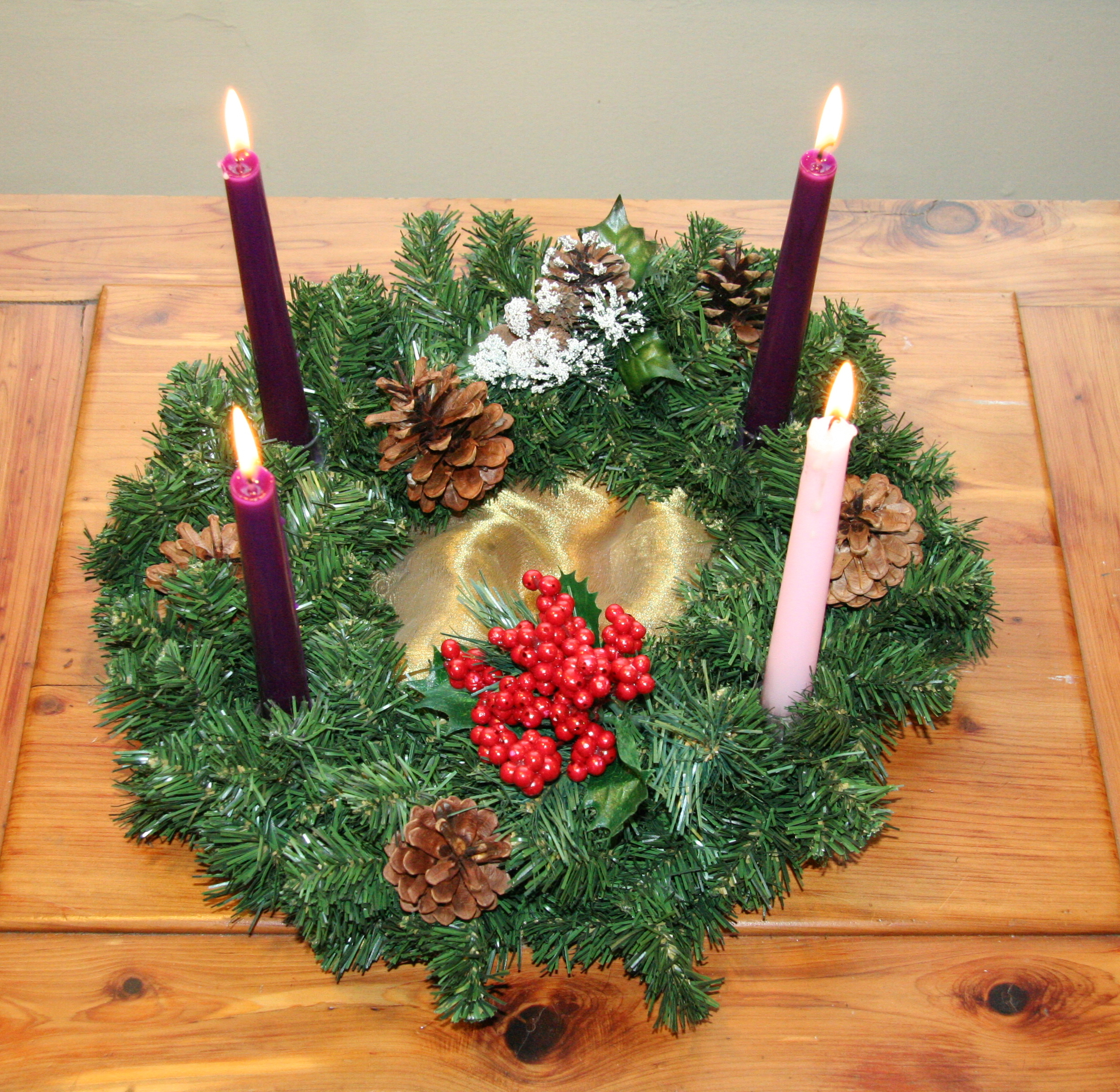
Adventskranz. Die Kerzen sind hier entsprechend den liturgischen Farben der römisch-katholischen Kirche für den ersten, zweiten und vierten Advent violett und für den dritten rosa

Advent (lateinisch adventus „Ankunft“), eigentlich adventus Domini (lat. für Ankunft des Herrn), bezeichnet die Jahreszeit, in der die Christenheit sich auf das Fest der Geburt Jesu Christi, Weihnachten, vorbereitet. Zugleich erinnert der Advent daran, dass Christen das zweite Kommen Jesu Christi erwarten sollen. Der Advent und damit das neue Kirchenjahr beginnt am Vorabend des vierten Sonntags vor Weihnachten, dem ersten Adventssonntag.
Zwischen der Konfession der Adventisten und der geprägten Zeit des Advents besteht eine Verbindung in der Form, dass sich beide Bezeichnungen auf die Ankunft (adventus) Christi beziehen.

## Begriff
Der Begriff Advent ist als Übersetzung auf den griechischen Begriff ἐπιφάνεια epipháneia („Erscheinung“, siehe Epiphanias) zurückzuführen und bedeutete im Römischen Reich Ankunft, Anwesenheit, Besuch eines Amtsträgers, insbesondere die Ankunft von Königen oder Kaisern (davon später abgeleitet adventus Divi „Ankunft des göttlichen Herrschers“). Es konnte aber auch die Ankunft der Gottheit im Tempel ausdrücken. Dieses Wort übernahmen die Christen, um ihre Beziehung zu Jesus Christus zum Ausdruck zu bringen; in der Vulgata ist adventus der klassische Ausdruck für seine Menschwerdung wie auch für seine Wiederkunft am Ende. Als Lehnwort wurde es in die modernen mitteleuropäischen Sprachen übernommen.

## Geschichte
Die Adventszeit war anfangs – möglicherweise ab der Mitte des 4. Jahrhunderts – eine Fastenzeit, die in Gallien von Perpetuus von Tours auf die Tage zwischen dem Martinstag (11. November) und dem am 6. Januar gefeierten Weihnachtsfest gelegt wurde. Gefastet wurde zunächst an drei Tagen pro Woche, später an allen Tagen außer Samstag und Sonntag. In den acht Wochen (56 Tagen) vom Martinsfest bis zum 6. Januar ergaben sich ohne die Wochenenden 40 Fasttage, entsprechend der 40-tägigen Fastenzeit vor Ostern. Erste Spuren einer solchen Vorbereitung auf das Geburtsfest Jesu finden sich in der Ostkirche, wo das Fest der Erscheinung des Herrn ein wichtiger Tauftermin war, im Westen entwickelte sich die adventliche Fastenzeit zuerst in Spanien und in Gallien.
Ihren Niederschlag in der Liturgie fand die Erwartung der Geburt Jesu etwa seit dem 5. Jahrhundert, nachweisbar zunächst in Ravenna und um die Mitte des 6. Jahrhunderts in Rom, wo die Texte die freudige Erwartung der Menschwerdung Christi besonders akzentuierten. Die endzeitliche Wiederkunft Christi und das Jüngste Gericht betonten dann später irische Missionare wie Kolumban der Jüngere, die in Gallien missionierten und zur Ausgestaltung des Advents als Zeit einer ernsthaften Buße beitrugen; so wurde etwa auf das Gloria und das Halleluja in der heiligen Messe verzichtet, was im 12. Jahrhundert auch für die römische Adventsliturgie übernommen wurde. Diese thematische Ambivalenz zwischen einer Zeit der Buße und einer Haltung freudiger Erwartung kommt an den unterschiedlichen Adventssonntagen in der Liturgie bis heute zum Ausdruck.
Die Adventszeit in der vierwöchigen Form mit Bezug auf Weihnachten geht auf das 7. Jahrhundert zurück. Sie wurde tempus ante natale Domini („Zeit vor der Geburt des Herrn“) oder tempus adventūs Domini („Zeit der Ankunft des Herrn“) genannt. Papst Gregor der Große legte die Zahl der Sonntage im Advent für die Westkirche auf vier fest. Die vier Sonntage standen symbolisch für die viertausend Jahre, die die Menschen gemäß damaliger Auffassung nach dem Sündenfall auf den Erlöser warten mussten.
Obwohl König Pippin und Kaiser Karl der Große für das Frankenreich die vierwöchige Adventszeit angeordnet hatten, hielten auch in der Lateinischen Kirche einzelne Diözesen weiterhin eine fünf- oder sechswöchige Adventszeit. Die verbindliche Festlegung der Regel, wann der Advent begangen wird, stammt aus der Schlichtung des sogenannten „Straßburger Adventsstreits“. Bischof Wilhelm von Straßburg vertrat die Ansicht, dass die Adventszeit vier volle Wochen umfassen müsse. Dies setzte sich aber nicht durch. Auf Betreiben Kaiser Konrads II. entschied eine Synode im Kloster Limburg am 3. Dezember 1038 in Anwesenheit des Kaisers, dass es nur vier Adventssonntage geben solle, der erste Adventssonntag also stets in der Zeit zwischen dem 27. November und dem 3. Dezember zu begehen sei. Wenn der vierte Adventssonntag auf den Heiligen Abend fiel, dann begann mit der Vesper dieses Tages das Weihnachtsfest. Der Beschluss erging durch die Bischöfe Azecho von Worms, Reginbald von Speyer, Heribert von Eichstätt, Thietmar von Hildesheim sowie Walter von Verona. Diese Regelung wurde später von dem Konzil von Trient bestätigt, nachdem sich erneut abweichende regionale Traditionen etabliert hatten. Die rechtsverbindliche Regelung erfolgte 1570 durch Papst Pius V. In einigen Diözesen, die im ambrosianischen Ritus verblieben sind, z. B. im Erzbistum Mailand, hat sich eine sechswöchige Adventszeit gehalten.
Die orthodoxen Kirchen begehen den Advent bis heute sechswöchig.
Als Perikope für das Evangelium an den Adventssonntagen wurden im 7. Jahrhundert gelesen: Jesu Einzug in Jerusalem (Mt 21,1–9 ), die Wiederkunft des Menschensohnes (Lk 21,25–28 ), die Anfrage Johannes des Täufers an Jesus (Mt 11,2–10 ) und das Zeugnis des Täufers (Joh 1,19–28 ). Das Evangelium vom Einzug Jesu in Jerusalem fiel in der katholischen Kirche mit der Reform des Missale Romanum im Jahr 1570 weg, in den evangelischen Kirchen wird es bis heute am 1. Adventssonntag gelesen.
Die Adventszeit galt wie die Fastenzeit vor Ostern seit dem Mittelalter bis in die Jetztzeit als „geschlossene Zeit“. In geschlossenen Zeiten durfte nicht getanzt und aufwändig gefeiert werden. Auch feierliche Trauungen durften in geschlossenen Zeiten nicht stattfinden, stille Trauungen dagegen schon. Seit 1917 wird das Adventsfasten vom katholischen Kirchenrecht nicht mehr verlangt. In den Gottes- und Landfrieden des Mittelalters wurde die Adventszeit als Gebundene Zeit betrachtet, in der beispielsweise keine Fehdehandlungen vollzogen werden durften oder die meisten Gerichte keine Sitzungen abhalten sollten.

## Beginn und Dauer des Advents
| Jahr | erster Adventssonntag |
| ---- | --------------------- |
| 2019 | 01. Dezember          |
| 2020 | 29. November          |
| 2021 | 28. November          |
| 2022 | 27. November          |
| 2023 | 03. Dezember          |
| 2024 | 01. Dezember          |
| 2025 | 30. November          |
| 2026 | 29. November          |

Der Advent beginnt in der katholischen Liturgie wie in evangelischer Tradition mit der Vesper am Vorabend des ersten Adventssonntags. Sie endet am Heiligen Abend vor der ersten Vesper von Weihnachten. Die Adventszeit der westlichen Kirche dauert 22 bis 28 Tage und hat immer vier Sonntage, mit Ausnahme der Bistümer, die am ambrosianischen Ritus festhalten.
Der Grund für die unterschiedliche Länge der Adventszeit (im Gegensatz zur Fastenzeit, die eine feste Länge hat) liegt darin, dass der Beginn an einen beweglichen Sonntag gebunden ist, das Ende aber an einen festen Monatstag, den 24. bzw. 25. Dezember. Als frühestmögliches Datum ergibt sich für den vierten Advent der 18. Dezember und als spätestmögliches der 24. Dezember. Demzufolge beginnt  die Adventszeit frühestens am Vorabend des 27. November und spätestens am Vorabend des 3. Dezember.

## Advent in der römisch-katholischen Kirche

### Theologische Akzente
Die Grundordnung des Kirchenjahres in der römisch-katholischen Kirche sagt:

„Die Adventszeit hat einen doppelten Charakter: sie ist einerseits Vorbereitungszeit auf die weihnachtlichen Hochfeste mit ihrem Gedächtnis des ersten Kommens des Gottessohnes zu den Menschen. Anderseits lenkt die Adventszeit zugleich durch dieses Gedenken die Herzen hin zur Erwartung der zweiten Ankunft Christi am Ende der Zeiten. Unter beiden Gesichtspunkten ist die Adventszeit eine Zeit hingebender und freudiger Erwartung.“

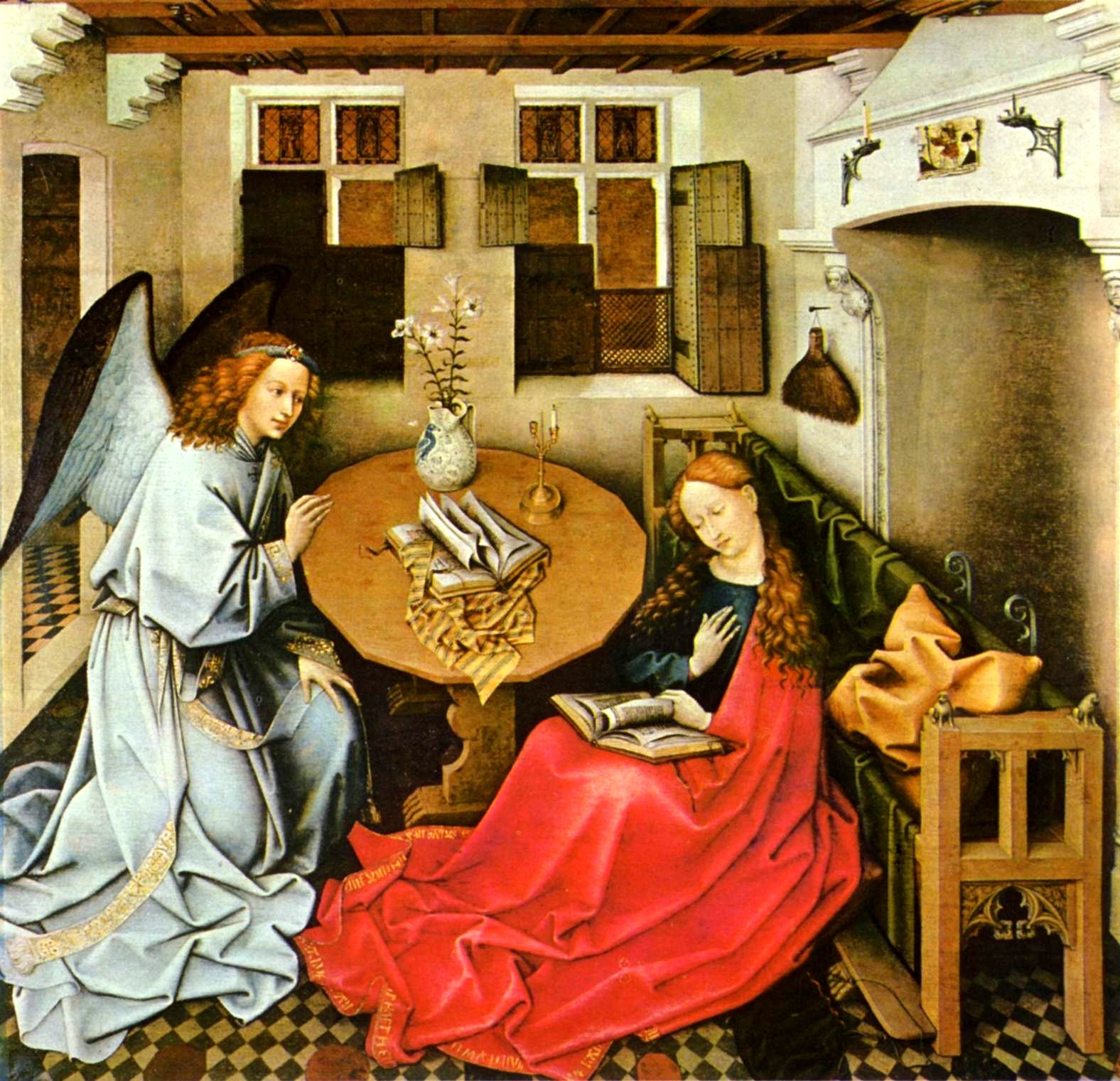
Der Erzengel Gabriel verkündet der Jungfrau Maria die Ankunft des Herrn. Ölgemälde von Robert Campin, 1420–1440, Brüssel

In der Liturgie des Advents kommt die Erwartung der verheißenen messianischen Heilszeit zum Ausdruck, die im christlichen Verständnis mit der Geburt Jesu beginnt und mit der Parusie des Menschensohnes und der Verwandlung der Schöpfung in einen neuen Himmel und eine neue Erde (Offb 21 ) endet; siehe auch Neues Jerusalem. Seit der Liturgiereform von 1970 korrespondiert im römisch-katholischen Kirchenjahr das Christkönigsfest mit dem 1. Advent; es wurde im Zuge der Reform vom letzten Sonntag im Oktober auf den letzten Sonntag des Kirchenjahres, den Sonntag vor dem 1. Advent, verlegt, und steht im Zeichen des als König wiederkommenden Christus. „Der erhöhte Herr und König [ist] Zielpunkt nicht nur des Kirchenjahres, sondern unserer irdischen Wanderschaft überhaupt, ‚derselbe gestern und heute und in Ewigkeit‘ (Hebr 13,8 ), ‚das Alpha und das Omega, der Erste und der Letzte, der Anfang und das Ende‘ (Offb 22,13 ).“

### Die Adventszeit in der Liturgie

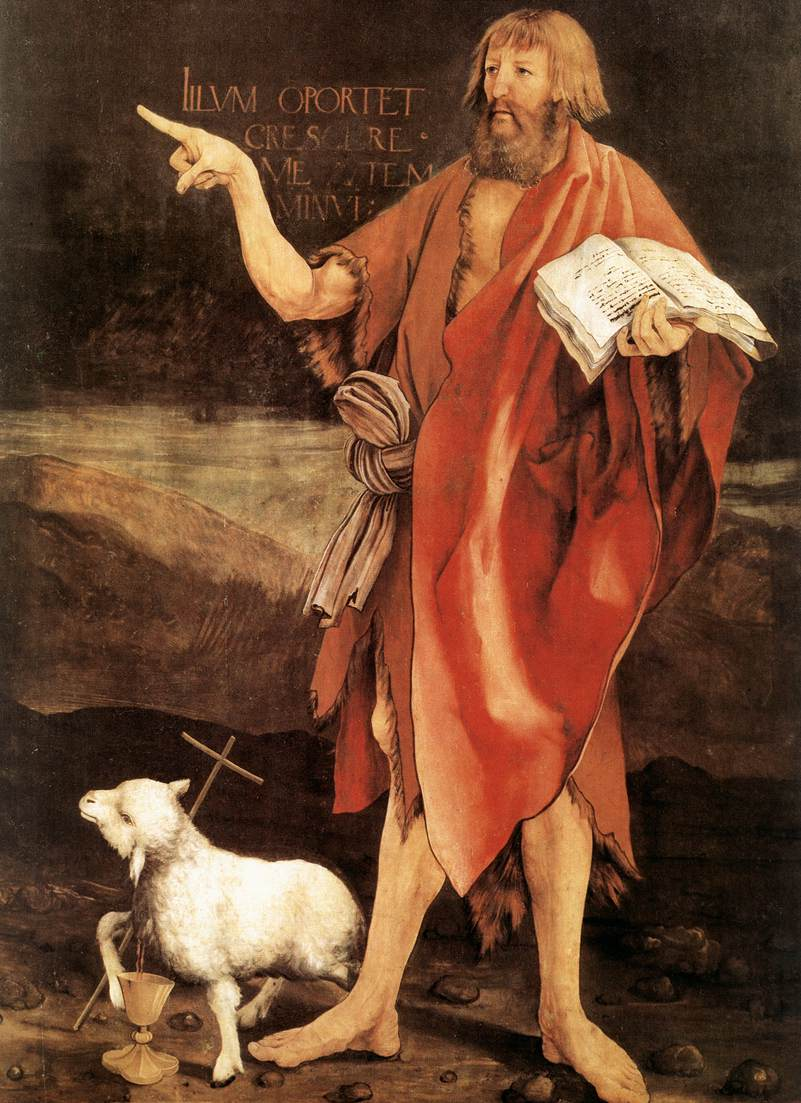
Johannes der Täufer weist auf Jesus Christus, das Lamm Gottes, hin. (Matthias Grünewald, etwa 1515)

In der Adventszeit wird das Gloria nur an Festen und Hochfesten gesungen. Die liturgische Farbe ist Violett. Im Mittelpunkt der biblischen Verkündigung in der Liturgie der einzelnen Adventssonntage stehen die erhoffte Wiederkunft des Herrn, Johannes der Täufer als „Vorläufer Jesu“ und Maria, die Mutter Jesu.
In der Liturgie des dritten Adventssonntags drückt sich die Vorfreude durch die mögliche Verwendung rosafarbener (rosa = aufgehelltes Violett) Paramente aus. Gelegentlich ist daher am Adventskranz die Kerze für den dritten Adventssonntag rosa. Dieser Sonntag wird im katholischen und anglikanischen Kirchenjahr nach dem lateinischen Incipit des Introitus Gaudete in Domino semper („Freut euch im Herrn allezeit“, Philipper 4,4 ) Gaudete genannt.
Das Stundengebet im Advent ist dadurch ausgezeichnet, dass für jeden Tag ein eigener Text für Kurzlesung, Antiphonen zu Benedictus und Magnificat sowie Schlussoration besteht. Die Responsorien von Laudes und Vesper sind an allen Tagen gleich. Vom 17. Dezember bis zum Heiligen Abend bilden im römischen Stundenbuch die O-Antiphonen die Antiphonen zum Magnificat in der Vesper. Als Besonderheit bietet das Graduale der Prämonstratenser eine achte O-Antiphon O Virgo virginum an. Diese wird am 23. Dezember gesungen, weshalb die erste O-Antiphon schon am 16. Dezember gesungen wird.
In der katholischen Kirche verbreitet sind sogenannte Roratemessen, das heißt Messfeiern, die vor Sonnenaufgang im Schein von Kerzenlicht gefeiert werden.
In den Advent fallen einige Feste und Gedenktage, die vom Festgedanken her nicht mit dem Advent in Beziehung stehen, z. B. das Hochfest der ohne Erbsünde empfangenen Jungfrau und Gottesmutter Maria am 8. Dezember, der Barbaratag am 4. Dezember und der Nikolaustag am 6. Dezember. Das Marienfest steht in enger Beziehung zum Fest Mariä Geburt am 8. September, neun Monate später. Die beiden Heiligengedenktage sind mit adventlichem Brauchtum verbunden: Am Fest der heiligen Barbara werden Barbarazweige geschnitten, die dann zu Weihnachten blühen. Der heilige Bischof Nikolaus bringt kleine Gaben.

## Advent in der evangelischen Kirche

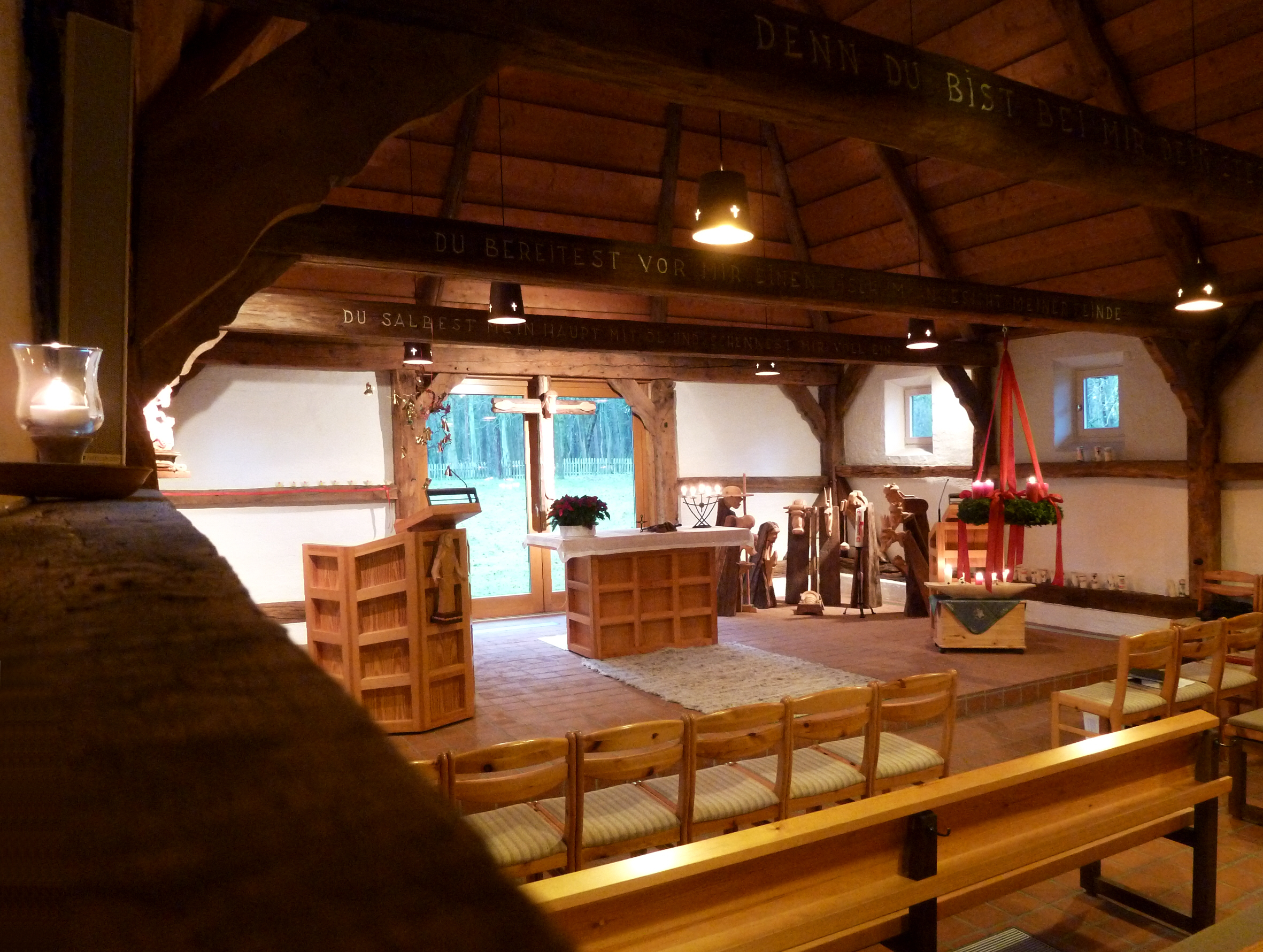
Schafstallkirche St. Martin zu Munster (Örtze) am vierten Advent 2011

„Die Adventszeit ist in vielfältiger Weise eine Zeit der Erinnerung und der Erwartung, der Bereitung und der Buße“, formuliert Karl-Heinrich Bieritz in seiner Einführung in das Proprium de tempore im Evangelischen Gottesdienstbuch und zitiert als Kurzformel für die Erwartungen, die sich auf Jesus Christus richten, die Adventspräfation: „Ihn hast du gesandt als Sohn deines Volkes Israel, den Völkern das Heil zu verkünden, durch ihn erfüllst du alle Verheißungen der Propheten.“
Der Charakter der vier Adventssonntage wird durch die Wochensprüche bezeichnet.
- Erster Sonntag im Advent: „Siehe, dein König kommt zu dir, ein Gerechter und ein Helfer.“ (Sach 9,9b EU) Das Evangelium vom Einzug in Jerusalem (Mt 21,1–11 EU) prägt in Verbindung mit Psalm 24 den Sonntag, was sich in einigen Adventsliedern ausdrückt. Der „sanftmütig“ auf einem Esel in Jerusalem einreitende Christus setzt einen für die evangelische Adventszeit wichtigen Akzent. Wochenlieder sind: Nun komm, der Heiden Heiland (EG 4) und Wie soll ich dich empfangen (EG 11).
- Zweiter Sonntag im Advent: „Steht auf und erhebt eure Häupter, weil sich eure Erlösung naht.“ (Lk 21,28 EU) Der Wochenspruch ist dem Evangelium Lk 21,25–28 entnommen. Die alttestamentliche Lesung (Jes 63,15 EU–64,3) wird von dem ersten der beiden Wochenlieder aufgenommen: O Heiland, reiß die Himmel auf (EG 7).
- Dritter Sonntag im Advent: „Bereitet dem HERRN den Weg, denn siehe, der HERR kommt gewaltig.“ (Jes 40,3.10 EU) Im Mittelpunkt steht Johannes der Täufer als Wegbereiter Christi; als Evangelium wird das Benedictus gelesen. Beide Wochenlieder haben einen eher asketischen Charakter: Mit Ernst, o Menschenkinder (EG 10) und Die Nacht ist vorgedrungen (EG 16).
- Vierter Sonntag im Advent: „Freut euch in dem Herrn allewege, und abermals sage ich: Freuet euch! […] Der Herr ist nahe!“ (Phil 4,4-5 EU) Anders als bei den ersten drei Adventssonntagen scheint hier schon die (Vor-)Freude auf das Christfest durch. Daher kann statt der liturgischen Farbe Violett (1.–3. Advent) bereits Rosa gewählt werden. Das Weiß scheint im Violett der Advents- und Fastenzeit durch. Im Mittelpunkt des 4. Advents steht Maria, die Mutter Jesu. Hier setzt die Perikopenordnung von 2018 einen neuen Akzent, indem als Evangelium Lk 1,26ff. EU, der Besuch des Engels Gabriel bei Maria, gelesen wird. Die Evangelienlesung kann den anschließenden Besuch Marias bei Elisabeth mit einschließen, und anstelle des Psalms kann das Magnificat treten. Wochenlieder sind: Nun jauchzet, all ihr Frommen (EG 9) und O komm, o komm, du Morgenstern (EG 19).

## Orthodoxie
Die orthodoxen Kirchen begehen den Advent bis heute sechswöchig als Fastenzeit, und zwar ab dem 15. November (des entsprechenden Kalenders) bis zum 24. Dezember. Diese geht mit dem Verzicht auf Fleisch einher, anders aber als in der vorösterlichen Fastenzeit, wird bis zum 17. Dezember noch Fisch konsumiert. Die Bezeichnung Advent ist dort nicht so verbreitet und wird erst in jüngerer Zeit verwendet. Man spricht eher vom Philippus-Fasten oder Weihnachtsfasten. Das Kirchenjahr beginnt in den orthodoxen Kirchen nicht am ersten Advent, sondern am 1. September. Am zweiten Sonntag vor Weihnachten wird der „Herrentag der Vorväter“ begangen. Es wird zum Gedenken aller Heiligen im Alten Testament begangen. Am ersten Sonntag vor Weihnachten wird der Vorfahren Christi bis zu Adam gedacht. Ab dem 20. Dezember ist das Stundengebet vorweihnachtlich geprägt.

## Brauchtum

### Adventskranz
Zu den bekanntesten christlichen Bräuchen der Adventszeit gehört der Adventskranz. Er weist mit seinen vier Kerzen auf das Licht hin, das mit Christus in die Welt gekommen ist (Joh 1,1–14 , Joh 8,12 ).

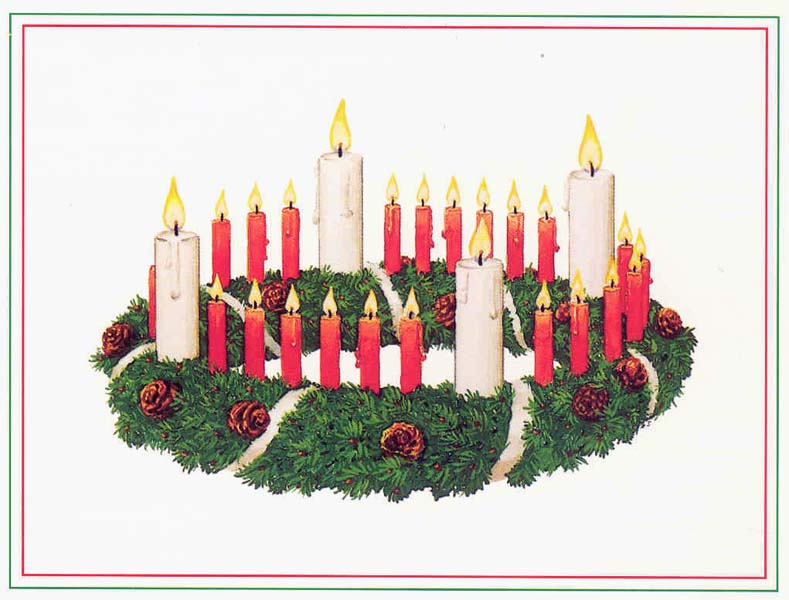
Adventskranz mit unterschiedlichen Kerzen für Werktage und Sonntage

1839 ließ der evangelische Theologe Johann Hinrich Wichern (1808–1881) im Betsaal des „Rauhen Hauses“ in Hamburg erstmals einen hölzernen Leuchter mit 23 Kerzen aufhängen – 19 kleine rote für die Werktage bis Weihnachten, vier dicke weiße für die Sonntage.
Der ursprünglich evangelische Brauch des Adventskranzes hat nach dem Ersten Weltkrieg auch in die katholische Kirche Eingang gefunden, weil die Lichtsymbolik sich mit den liturgischen Vorgaben der katholischen Adventszeit vertrug (1925 Köln, 1930 München). Das Benediktionale enthält einen Ritus für die Segnung des Adventskranzes, das Gotteslob eine Feier für die Segnung des Adventskranzes in der Familie. Mancherorts haben die Kerzen die traditionellen liturgischen Farben der Adventssonntage: drei violette Kerzen und eine rosa Kerze für den dritten Adventssonntag (Gaudete).
Auch in den Ostkirchen wurde der Adventskranz heute teilweise übernommen und der größeren Zahl von Sonntagen im Advent entsprechend mit sechs Kerzen versehen.

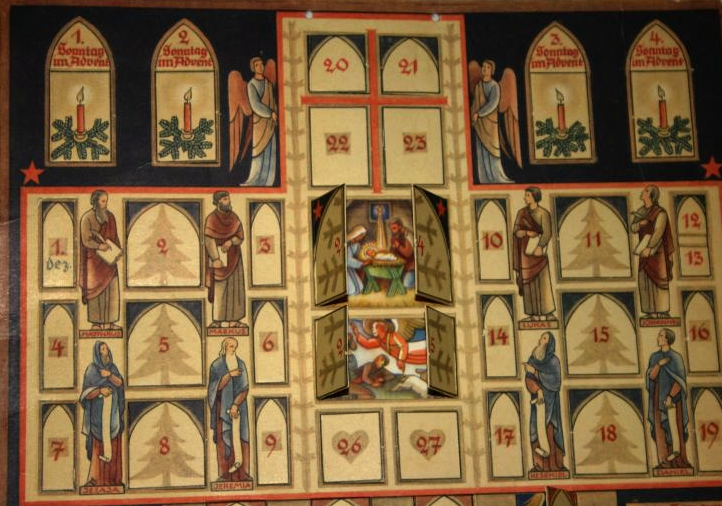
Adventskalender

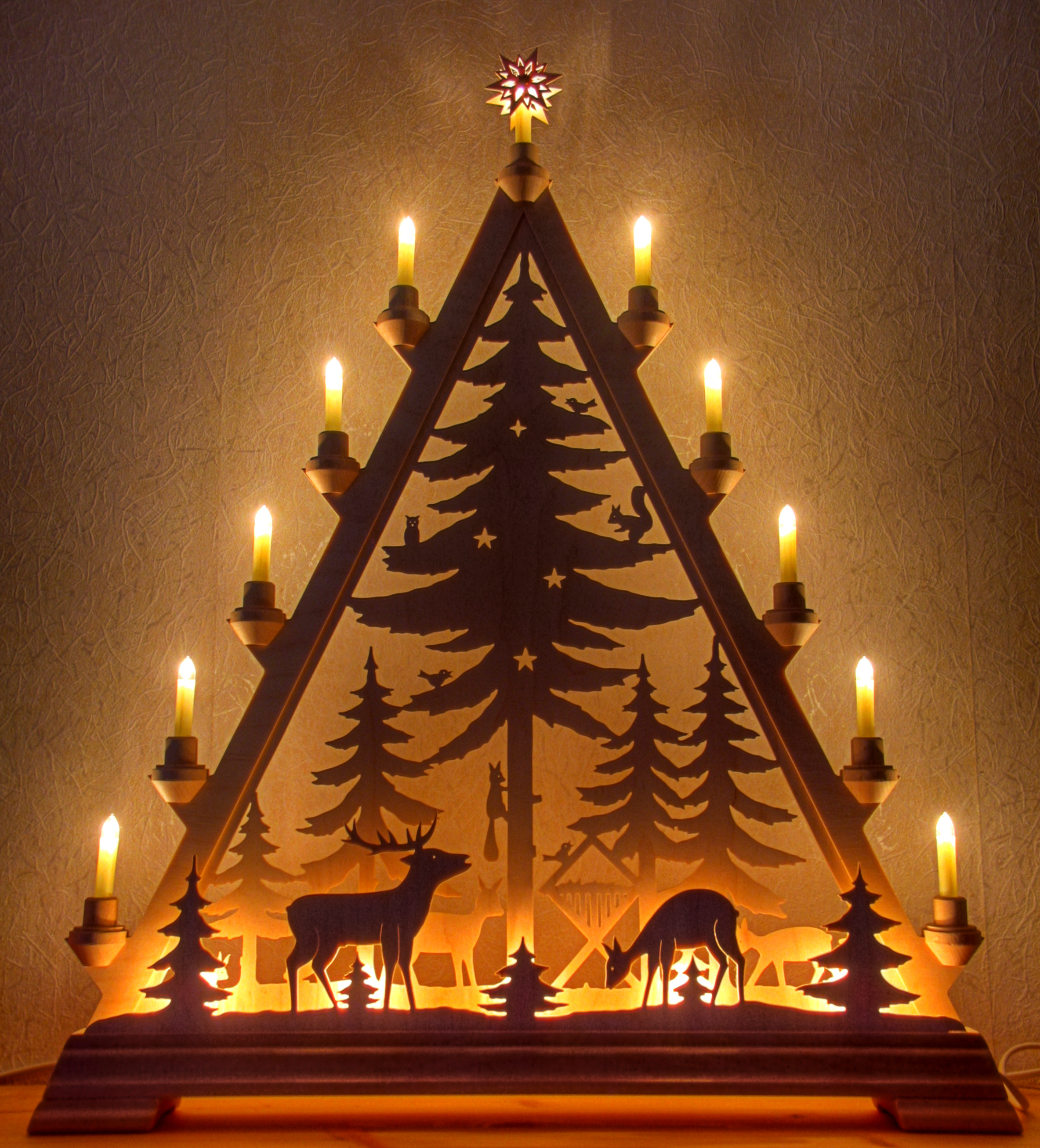
Erzgebirgische Lichterspitze

### Adventskalender
Zurückgehend auf verschiedene im 19. Jahrhundert entstandene Bräuche des Abzählens der Tage bis zum Weihnachtsfest aus dem evangelischen Umfeld, entstanden zunächst in Deutschland seit Beginn des 20. Jahrhunderts, insbesondere für Kinder, Adventskalender verschiedener Ausprägung, seit 1920 mit zu öffnenden Türen. Adventskalender haben meist 24 Türen, von denen vom 1. bis zum 24. Dezember jeweils eine geöffnet wird („Dezember-Kalender“) im Unterschied zu liturgischen Adventskalendern, die jeweils am ersten Advent beginnen und Türchen bis zum 6. Januar, dem Fest der Erscheinung des Herrn, haben. Außerdem haben sie vier zusätzliche Türchen für die Adventssonntage.
Sonderformen sind „Lebendige Adventskalender“, bei denen man sich täglich wechselnd vor besonders gestalteten Fenstern, Türen oder Hauseingängen trifft. Mancherorts werden die Fassaden von Gebäuden als Adventskalender gestaltet. Auch vielfältige Formen von Online- oder medialen Adventskalender haben sich etabliert.

### Lichterbögen
Als Relikt erzgebirgischer Bergarbeitertradition findet sich während der Advents- und Weihnachtszeit ab Einbruch der Dunkelheit in vielen Fenster ein mit Kerzen beleuchteter Schwibbogen. In der dunklen Jahreszeit brachte er die Sehnsucht der Bergleute nach dem Sonnenlicht zum Ausdruck, die während der Wintermonate noch bei Dunkelheit in den Stollen einrückten und erst nachts wieder auf dem Heimweg waren. Jedes Licht stellte ursprünglich eine aus dem Berg zurückgebrachte Grubenlaterne dar. Ein vollständiger Lichtbogen am Haus bedeutet, dass alle Arbeiter dieses Hauses wohlbehalten aus der Grube zurückgekommen sind.
Neben den traditionellen Motiven aus dem Arbeits- und Lebensalltag der Bergarbeiter finden in die Gestaltung von Schwibbögen auch die Darstellung von Landschaften oder lokalen Sehenswürdigkeiten (z. B. Dresdner Frauenkirche) Eingang.
Besondere Verbreitung dieses Adventsbrauches hat der Schwibbogen in Sachsen, Thüringen und in der Oberpfalz gefunden. Er ist vermehrt auch in anderen Teilen Europas vorzufinden.

### Neuere Lichtsymbolik

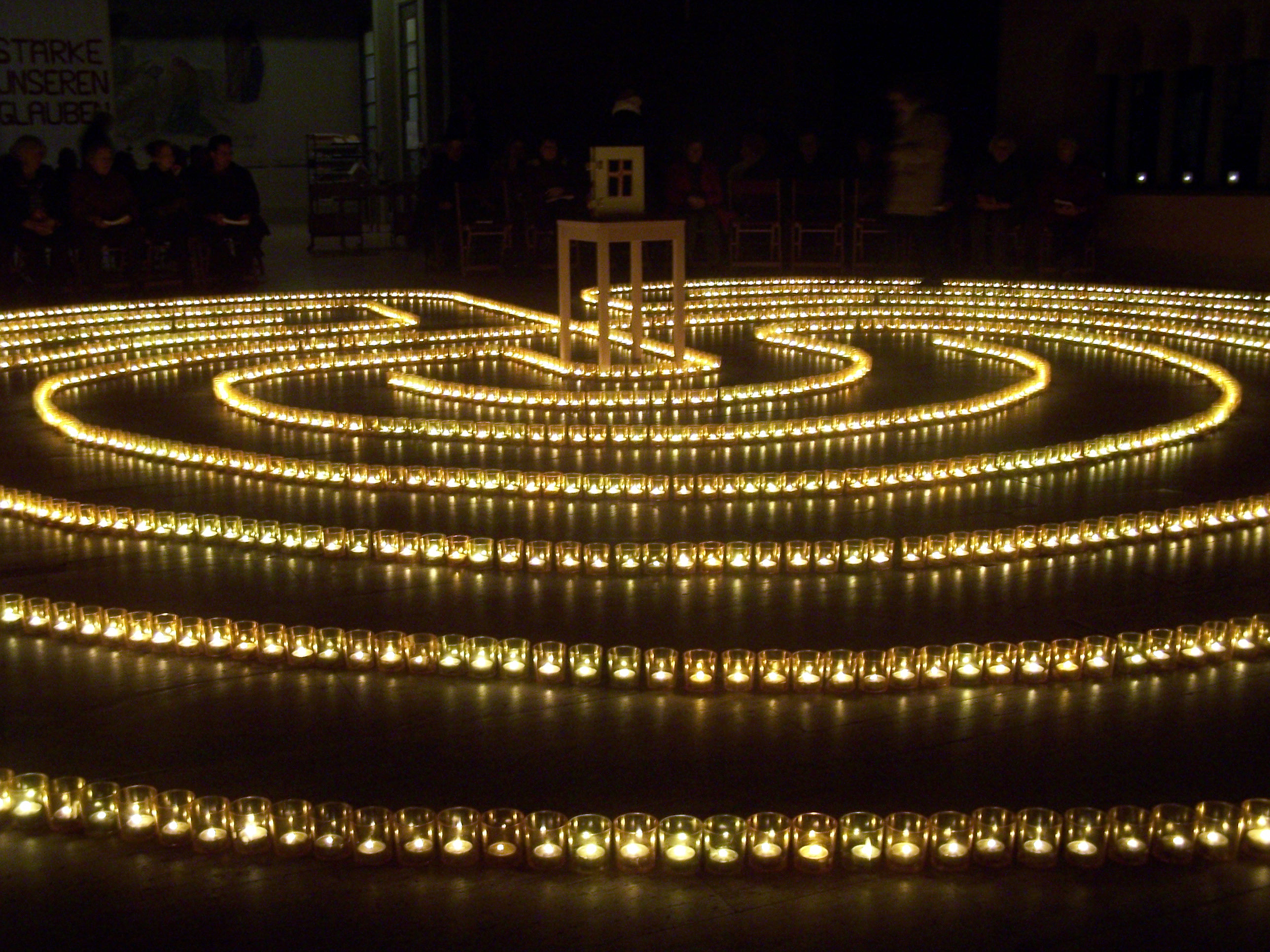
Kretisches Advents-Labyrinth aus 2500 brennenden Teelichtern in der Heilig-Kreuz-Kirche des Heilig-Kreuz – Zentrums für christliche Meditation und Spiritualität des Bistums Limburg in Frankfurt-Bornheim

Die Symbolik des Lichtes wird in neueren meditativen Gestaltungselementen aufgegriffen wie dem Advents-Labyrinth. Der Weg durch das Labyrinth steht als Symbol für den Weg durch das Leben. Im Zentrum kann sich als Ziel etwa das Licht in Form einer Kerze oder symbolisiert durch ein Evangeliar als Wort Gottes befinden.
In manchen Kirchen brennt in der Advents- und Weihnachtszeit in einer Laterne eine Kerze mit dem Friedenslicht, das in der Geburtskirche in Bethlehem entzündet und in einer Lichtstafette in Europa verbreitet wird. Gottesdienstbesucher können an diesem Licht eigene Kerzen entzünden und das Licht nach Hause tragen.

### Herbergssuche und Frauentragen
Aus der mittelalterlichen Tradition des Weihnachtsspiels als geistliches oder liturgisches Spiel stammen die Bräuche der Herbergssuche, bei der Jugendliche von Haus zu Haus ziehen und mit verteilten Rollen ein Herbergslied singen, sowie besonders im alpenländischen Brauchtum das Frauentragen; hierbei wird an den letzten Tagen vor Weihnachten ein Marienbild, ausgehend von der Kirche, von Haus zu Haus getragen und in der Familie verehrt. Am Heiligen Abend kehrt es in die Kirche zurück.

### Adventslieder und liturgische Gesänge im Advent (Auswahl)
Zu den bekanntesten Adventsliedern und Gesängen gehören:
- Macht hoch die Tür, die Tor macht weit von Georg Weissel (zum Adventspsalm 24)
- Nun komm, der Heiden Heiland von Martin Luther nach dem lateinischen Veni redemptor gentium von Ambrosius von Mailand
- Tochter Zion, freue dich von Friedrich Heinrich Ranke auf eine Melodie von Georg Friedrich Händel
- Wie soll ich dich empfangen von Paul Gerhardt, Melodie Johann Crüger
- O Heiland, reiß die Himmel auf nach einem Text von Friedrich Spee
- Maria durch ein Dornwald ging
- Es kommt ein Schiff, geladen wird Johannes Tauler OP zugeschrieben
- Leise rieselt der Schnee von Pastor Eduard Ebel
- Tauet, Himmel, den Gerechten, lateinisch Rorate caeli (Antiphon in der katholischen Liturgie, u. a. Introitus vom 4. Adventssonntag)
- die O-Antiphonen und paraphrasierende Lieder, unter anderem Veni, veni, Emmanuel, O komm, o komm, Immanuel
- Die Nacht ist vorgedrungen nach einem Gedicht von Jochen Klepper
- Wachet auf, ruft uns die Stimme von Philipp Nicolai (Wird in der katholischen Kirche zu den Adventsliedern gezählt, die evangelische Kirche verbindet es als Wochenlied zum Ewigkeitssonntag mit dem Ende des Kirchenjahrs.)
- Wir sagen euch an den lieben Advent von Maria Ferschl, Melodie von Heinrich Rohr
- Advent, Advent, ein Lichtlein brennt, ein weitverbreiteter Kinderreim, der auch auf verschiedene Melodien gesungen wird

## Kommerzialisierung

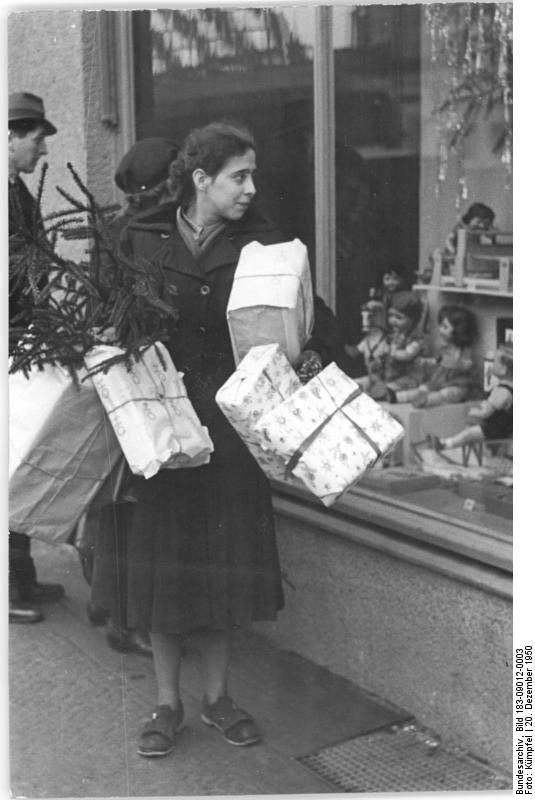
Weihnachtseinkauf 1950

In jüngster Zeit gibt es Bestrebungen der Kirchen in Deutschland, einer Ausdehnung der Adventszeit durch den Einzelhandel und die Werbebranche über den Christkönigsonntag bzw. den Ewigkeitssonntag, an dem in den evangelischen Kirchen der Gedenktag der Entschlafenen begangen wird, hinaus oder einer Öffnung von Einzelhandelsgeschäften an Adventssonntagen durch Kampagnen und juristische Schritte Einhalt zu gebieten. Dabei hoffen die Kirchen auf die Einsicht der Verbraucher. So wird gemäß dem Grundsatz, dass das Angebot der Nachfrage folge, argumentiert: „Werden die Waren nicht gekauft, verschwinden sie über kurz oder lang wieder zur Unzeit aus den Regalen“.
Von der Evangelischen Kirche Berlin-Brandenburg-schlesische Oberlausitz und der katholischen Kirche, vertreten durch das Erzbistum Berlin, wurde unter Berufung auf Art. 140 Grundgesetz gegen das Berliner Ladenöffnungsgesetz, das es ermöglichte, an allen vier Adventssonntagen Geschäfte zu öffnen, eine Verfassungsbeschwerde eingereicht. Am 1. Dezember 2009 entschied das Bundesverfassungsgericht, dass die Berliner Regelung verfassungswidrig ist.